# James Roosevelt
James Roosevelt (Hyde Park, 16 luglio 1828 – New York, 8 dicembre 1900) è stato un imprenditore statunitense ed il padre di James Roosevelt "Rosey" Roosevelt e del presidente Franklin Delano Roosevelt.

## Biografia

### Infanzia ed educazione

Ritratto di James Roosevelt di Felix Moscheles, 1885

Nacque ad Hyde Park nello stato di New York da Isaac Roosevelt (1790-1863) e Mary Rebecca Aspinwall (1809-1886). Isaac era il figlio di Jacobus Roosevelt III e Catherine Welles. Mary era la figlia di John Aspinwall e Susan Howland.
James Roosevelt si laureò all'Union College (NY) nel 1847. 

### Primo matrimonio
Era un buon partito: alto, magro e ricco, con notevoli agganci nella società. Nel 1853, sposò la cugina di primo grado Rebecca Howland (1831-1876). Ebbero un solo figlio, James Roosevelt Roosevelt. Rebecca morì nel 1876, lasciando James vedovo.

### Secondo matrimonio

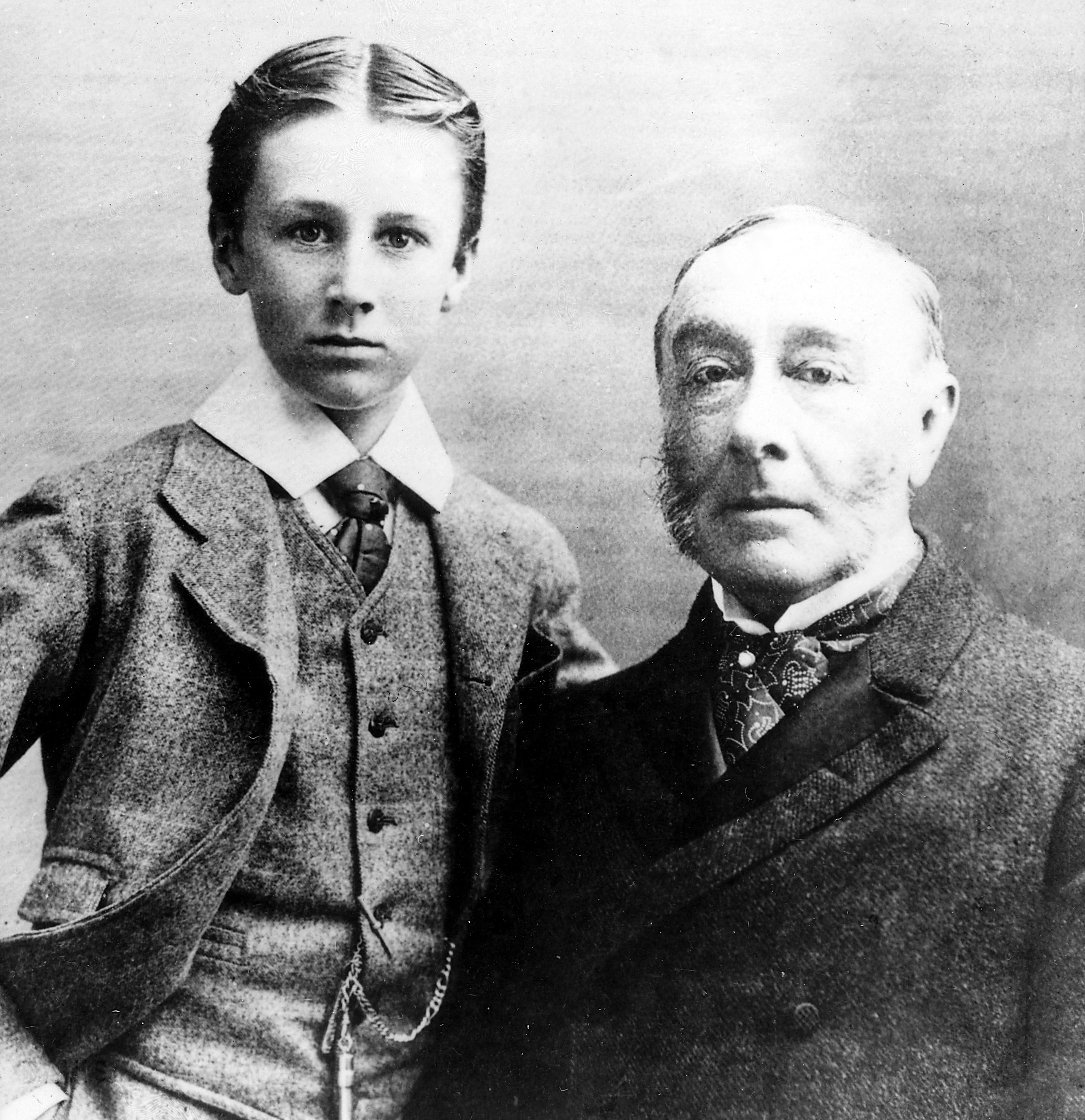
James con suo figlio Franklin nel 1895

Quattro anni dopo, ad una festa per celebrare la laurea di suo cugino Theodore Roosevelt all'Università Harvard, conobbe Sara Delano; si sposarono il 7 ottobre 1880 e diventarono i genitori di Franklin Delano Roosevelt. Secondo le testimonianze James fu un buon padre per Franklin; tuttavia, i suoi ricorrenti problemi di cuore alla fine lo resero invalido. Franklin reagì diventando estremamente protettivo verso suo padre.

### Carriera imprenditoriale e morte
Gli interessi commerciali di Roosevelt erano principalmente nel carbone e nei trasporti. Fu vicepresidente della Delaware and Hudson Railway, e presidente della Southern Railway Security Company. 
James morì 20 anni dopo aver sposato Sara, e le lasciò la maggior parte del suo patrimonio, con solo una modesta eredità per Franklin.